# Огма
Огма — ирландское воплощение галльского Огмия (Огмиоса). Огма считался покровителем литературы и ораторского искусства, ему приписывали создание языческого письма, возникшего в IV веке н. э. и называемого огамическим письмом (огам). В связи с этим известен его эпитет «Кермэйт» (медоустый).
Огма считался сильнейшим мужем среди Племён богини Дану и обладал весьма красивой наружностью, откуда проистекают его титулы «Тренфер» (силач) и «Граинайнех» (солнцеликий). Кроме огромной физической силы обладал провидческим даром и поэтическим мастерством.

## Сказания
Характеристика его как бога-связывателя находит подтверждение в сюжете «Похищения быка из Куальнге», когда Кухулин (главный ирландский герой), желая задержать вражескую армию, скрутил узлом дерево и начертал на нём огамические символы.
Из хроники «Второй битвы при Маг-Туиред» известно о гибели Огмы от рук демонов-фоморов.
В сказаниях он нередко демонстрирует свою силу в боях, но и в мирное время не растрачивает силы попусту, а заготавливает для одноплеменников дрова.